# Tindangou (Pama)
Pour les articles homonymes, voir Tindangou.
Tindangou est un village du département et la commune urbaine de Pama, situé dans la province de la Kompienga et la région de l’Est au Burkina Faso.

## Géographie

### Situation et environnement
Tindangou est situé à 15 km au sud-est de Pama, le chef-lieu de la province, et à 3 km au nord-ouest de Nadiagou, village avec lequel il forme un ensemble presque continu.

### Démographie
- En 2006, le village comptait 2 547 habitants recensés[1].

## Transports
Tindangou est traversé par la route nationale 18 allant de Fada N’Gourma au nord-ouest au village proche de Nadiagou, puis à la frontière béninoise, en passant par la zone de Koalou/Kourou revendiquée par les deux pays (puis à la route RNIE 3 vers Dassa-Zoumè au centre-sud du Bénin).
Le village est aussi au départ de la route nationale 19 qui le relie au nord-est à Diapaga puis Kantchari vers le nord.

## Santé et éducation
La conurbation Tindangou-Nadiagou accueille un centre de santé et de promotion sociale (CSPS).
Le village possède une école primaire publique, à Samboanli, et une maison des jeunes.